# Муромка (река, впадает в Онежское озеро)
Муромка — река в России, протекает по Пудожскому району Карелии.
Представляет собой короткую извилистую протоку, соединяющую Муромское озеро, в которое впадают Сорма и Гакугса, с Онежским.
В километре южнее реки на берегу Онежского озера находится Муромский Свято-Успенский монастырь.
Длина реки составляет 3 км, площадь водосборного бассейна — 367 км².
В советское время по реке осуществлялся лесосплав (катерами ПС-5 № 721 и другими).

## Данные водного реестра
По данным государственного водного реестра России относится к Балтийскому бассейновому округу, водохозяйственный участок реки — Бассейн Онежского озера без рр. Шуя, Суна, Водла и Вытегра, речной подбассейн реки — Свирь (включая реки бассейна Онежского озера). Относится к речному бассейну реки Нева (включая бассейны рек Онежского и Ладожского озера).
Код водного объекта в государственном водном реестре — 01040100612102000017147.